# Latakia (dystrykt)
Latakia – jedna z 4 jednostek administracyjnych drugiego rzędu (dystrykt) muhafazy Latakia w Syrii.
W 2004 roku dystrykt zamieszkiwało 526 888 osób.